# Visa Waiver Program
Visa Waiver Program (VWP) je program Spojených států amerických, který umožňuje občanům některých zemí vycestovat do USA za účelem turismu nebo obchodu po dobu nepřesahující 90 dnů bez nutnosti vyřízení víza. Země, které jsou členy tohoto programu pak mají vysoký Index lidského rozvoje a jsou chápány jako vyspělé země.

Spojené státy americké
(Svoboda pohybu)
Vízum není nutné (6 měsíců)
Visa Waiver Program (90 dní)
Vízum není nutné jen s policejním certifikátem (6 měsíců)
Vízum nutné před příjezdem do USA

## Historie
Tento program byl poprvé představen v roce 1986. V listopadu 2006 byl představen tzv. Electronic Travel Authorization, který by umožňoval cestujícímu poskytnout více informací o jeho cestě do USA. Následně by mu pak byla elektronicky i doručena odpověď, zda může do USA vycestovat. Inspirací pro tento program je tzv. Electronic Travel Authority, jenž už je úspěšně používán řadu let v Austrálii. V říjnu 2008 prezident Bush oznámil, že tento program bude rozšířen o Českou republiku, Estonsko, Jižní Koreu, Maďarsko, Litvu, Lotyšsko a Slovensko. Občané těchto zemí pak od 13. listopadu 2008 přestali potřebovat k cestě do USA vízum, 30. prosince téhož roku byla do programu zařazena Malta. K 5. dubnu 2010 bylo do programu zařazeno Řecko.

## Země začleněné do programu
Aby mohl člověk vycestovat do USA v rámci tohoto programu, pak musí být občanem země, která je členem programu. Osoby s trvalým pobytem se do tohoto programu nepočítají.
- Evropa
  -  Andorra
  -  Belgie
  -  Česko
  -  Dánsko
  -  Estonsko
  -  Finsko
  -  Francie
  -  Nizozemsko
  -  Island
  -  Irsko
  -  Itálie
  -  Litva
  -  Lichtenštejnsko
  -  Lotyšsko
  -  Lucembursko
  -  Maďarsko
  -  Malta
  -  Monako
  -  Německo
  -  Norsko
  -  Polsko
  -  Portugalsko
  -  Rakousko
  -  Řecko
  -  San Marino
  -  Slovensko
  -  Slovinsko
  -  Spojené království
  -  Španělsko
  -  Švédsko
  -  Švýcarsko

- Amerika
  -  Grónsko
  -  Chile
  -  Kanada

- Asie
  -  Brunej
  -  Japonsko
  -  Jižní Korea
  -  Singapur
  -  Tchaj-wan

- Oceánie
  -  Austrálie
  -  Nový Zéland

Účast na tomto programu může být kdykoli zrušena. Obvykle se to stává v případech, kdy americká strana cítí, že občané dané země porušují pravidla VWP (pracují bez povolení, zůstávají na území USA delší dobu než to VWP povoluje). Například Argentina byla v roce 2002, během velké finanční krize, ze seznamu vyškrtnuta jako opatření před případnou vlnou nelegálních přistěhovalců v rámci programu VWP. To samé v roce 2003 postihlo i Uruguay.
Slovinsko bylo první ze zemí EU přistoupivší k 1. květnu 2004, jejíž občané byli oprávněni cestovat do USA bez víz.

## Podmínky pro cestování v rámci VWP
Cestující v rámci VWP musí mít:

### Pas se strojově čitelnými údaji a nosičem biometrických údajů
Každý cestující musí mít svůj vlastní pas, takže například děti nemohou být zapsány v pase svých rodičů, ale musí cestovat se svým pasem.
Pasy musí mít tyto náležitosti:
- Pasy vydané před 26. říjnem 2005 musí být strojově čitelné
- Pasy vydané v nebo po 26. říjnu 2005 musí být strojově čitelné a obsahovat digitální fotografii, nebo musí obsahovat biometrické údaje.
- Pasy vydané v nebo po 26. říjnu 2006 musí obsahovat biometrické údaje.

### Platnost pasu
- Běžná doba platnosti pasu je 6 měsíců po datu návratu ze Spojených států. Nicméně něktéré země mají tuto dobu stanovenou jinak.

### Další podmínky
K tomu, aby člověk mohl cestovat pod VWP musí splnit i tyto podmínky:
- Osobě nesměl být v minulých pěti letech zamítnut vstup na území USA.
- Osoba splňuje podmínky pro udělení víza.
- Osoba musí cestovat do USA jen za účelem turistiky nebo obchodu, jehož doba nepřekročí 90 dnů. Takže například novinář, pokud zde chce pracovat (i po dobu kratší 90 dnů), si musí zažádat o vízum.
- Osoba nesměla být nikdy zatčena za morálně hanebný čin nebo nestrávila ve vězení více než 5 let (tato doba se počítá za celý dosavadní život).
- Osoby, jež vstupují do USA po zemi, jsou povinny uhradit poplatek $6. Pokud osoba cestuje letadlem nebo lodí, tento poplatek je zahrnut v ceně palubního lístku.

Pokud osoba nesplňuje výše uvedené podmínky, je nucena si požádat o vízum na příslušném americkém velvyslanectví.
Osoba rovněž musí být pojištěna po celou dobu pobytu na území USA.

### Elektronický systém cestovní autorizace
Od ledna 2009 jsou všichni cestující v rámci programu VWP nuceni vyplnit online formulář, na jehož základě jim buďto bude nebo nebude cesta do USA umožněna. Toto opatření bylo oznámeno 3. června 2008 a má za úkol podpořit bezpečnost USA.
Schválená registrace je platná po 2 roky, nebo do doby vypršení platnosti pasu, a opravňuje k neomezenému počtu vstupů jakýmikoliv legálními cestami po celou dobu svojí platnosti. I přes vyplnění online dotazníku a kladné odpovědi, poslední slovo, zda bude cestujícímu umožněn vstup na území USA má úředník CBP.
Všichni cestující, kteří přijíždějí do Spojených států (jak s vízem tak i cestující v rámci VWP s povolením ESTA), musí také vyplnit formulář I-94, který obsahuje informace o příjezdu a odjezdu do USA a také formulář CBP (Celní deklarace). Oba formuláře zpravidla obdrží od palubního personálu v letadle či na lodi.

## Důležité informace
V případě, že konečná destinace cesty nejsou Spojené státy americké, ale na tomto území například přestupujete, je nutné si povolení ESTA taktéž zařídit. Při přestupu zkontroluje úředník CBP povolení a všechny náležité doklady, jako při cestě na americké území. Pokud jsou účelem cesty služební povinnosti, je nutné si i pro přestup na americkém území vyřídit vízum.